# Хельм, Луис
Луис Хельм (англ. Louis Helm; 30 августа 1874, Сент-Луис, Миссури — 21 апреля 1954, Сент-Луис, Миссури) — американский гребец, бронзовый призёр летних Олимпийских игр 1904.
На Играх 1904 в Сент-Луисе Хельм участвовал только в соревнованиях четвёрок без рулевого. Его команда заняла третье место и выиграла бронзовые медали.